# نیکون کولپیکس پی۸۰

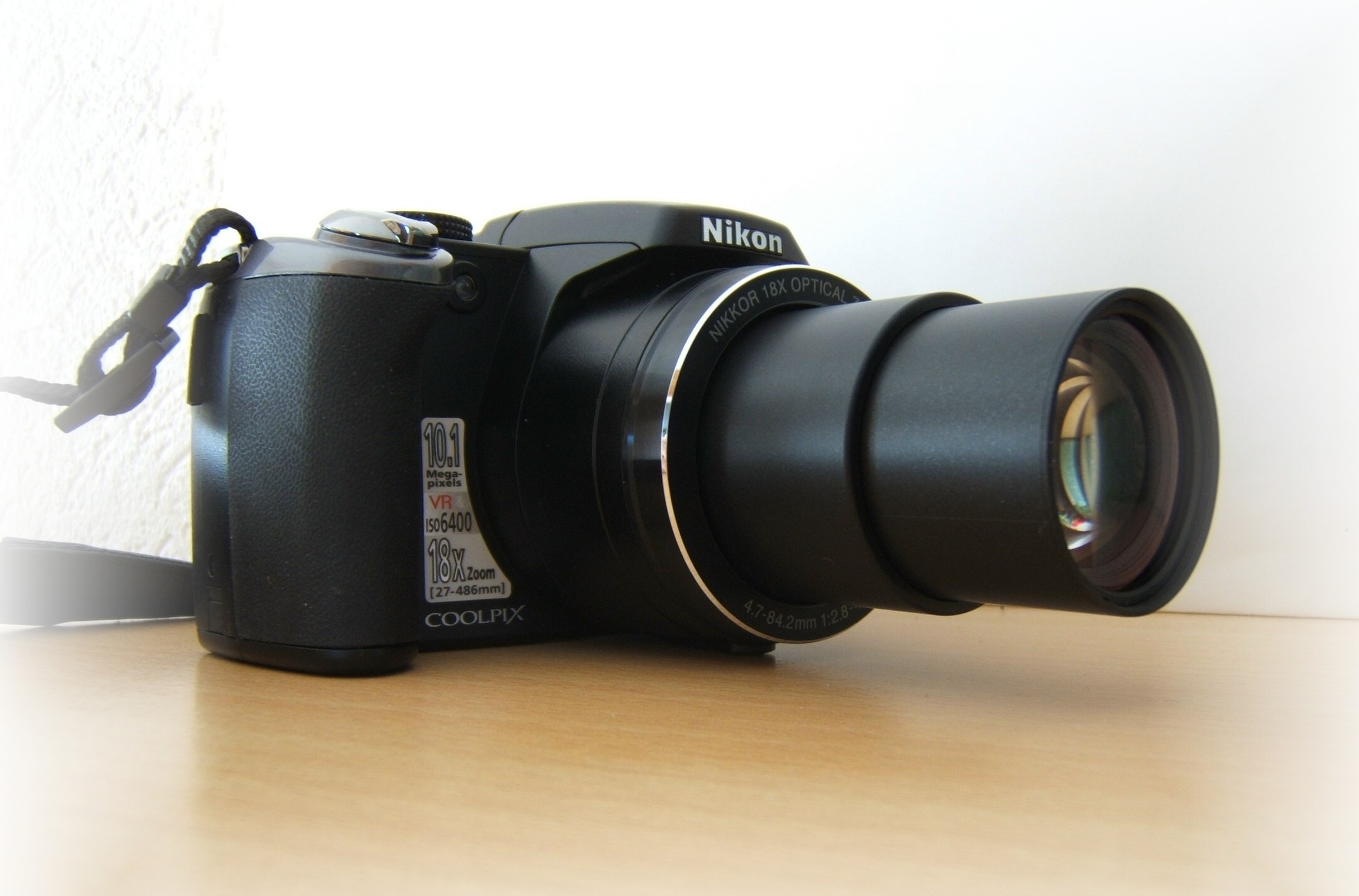
دوربین نیکون کولپیکس پی۸۰

نیکون کولپیکس پی۸۰ (به انگلیسی: Nikon Coolpix P80) یک دوربین عکاسی کامپکت ساخت شرکت نیکون است.